# NGC 5336
NGC 5336 (другие обозначения — UGC 8785, MCG 7-29-3, ZWG 219.11, ZWG 218.66, IRAS13500+4329, PGC 49250) — спиральная галактика (Sc) в созвездии Гончие Псы.
Этот объект входит в число перечисленных в оригинальной редакции «Нового общего каталога».